# Helena Birecka
Helena Birecka (ur. 13 maja 1921, zm. 20 marca 2015 w Stanach Zjednoczonych) – polska chemiczka, specjalistka w dziedzinie fizjologii roślin.

## Życiorys
Przed wybuchem II wojny światowej rozpoczęła studia na Wydziale Matematyczno-Przyrodniczym Uniwersytetu Warszawskiego, jesienią 1939 wyjechała do Lwowa, gdzie kontynuowała naukę na tamtejszej politechnice. Po wkroczeniu Niemców wyjechała w głąb Związku Radzieckiego, ukończyła studia w Instytucie Rolniczym w Permie i w 1944 przeniosła się do Moskwy, gdzie na Akademii Rolniczej im. Klementego Arkadewicza Timirjazjewa została przyjęta na aspiranturę. Po obronie pracy pt. Wpływ różnych stosunków wapnia do potasu na rozwój roślin w zależności od źródła azotu i odczynu środowiska glebowego uzyskała stopień kandydata nauk (odpowiednik polskiego doktora nauk). 
Po powrocie do Polski zamieszkała w Poznaniu, gdzie uzyskała tytuł profesora chemii rolnej na Uniwersytecie Poznańskim. W 1949 powróciła do Warszawy i została starszym asystentem w Katedrze Chemii Rolnej Szkoły Głównej Gospodarstwa Wiejskiego w Warszawie. W 1954 zmarł prof. Michał Korczewski, po którym rok później Helena Birecka objęła stanowisko kierownika Katedry Fizjologii Roślin na Wydziale Rolniczym. W 1958 zorganizowała w Puławach pracownię izotopową, w 1963 pracownię radiobiologiczną oraz doprowadziła do rozwoju technicznego katedry, przykładała dużą wagę do prowadzenia wielu badań eksperymentalnych. 
W 1968 podczas nagonki antysemickiej opuściła Polskę, przez krótki czas pracowała w Międzynarodowej Agencji Energii Atomowej w Wiedniu, a następnie emigrowała do Stanów Zjednoczonych. W 1969 została pracownikiem naukowym Uniwersytetu Yale, a rok później została wykładowcą biochemii i fizjologii roślin w Union College, uczelni niepublicznej w Schenectady (w stanie Nowy Jork). W 1975 jako pierwsza kobieta w historii uczelni uzyskała stopień profesora. 
Jej dorobek obejmuje ponad 90 publikacji z dziedziny fizjologii roślin, fitochemii i botaniki eksperymentalnej.